# Második római–makedón háború
A második római-makedón háború, informálisabb szóhasználatban második makedón háború vagy második makedóniai háború a Római Köztársaság és szövetségesei (Aitól Szövetség, Pergamoni Királyság, Rodosz, Athén stb.) i. e. 200 és 197 között zajló háborúja volt az V. Philipposz vezette Makedón Királyság ellen. A két nagyhatalom közötti korábbi összecsapás, az első római–makedón háború csupán néhány évvel korábban, i. e. 205-ben zárult le, és az újabb konfliktusra azt követően került sor, hogy Róma katonai erőforrásai felszabadultak az i. e. 201-ben győzelemre vitt második pun háború után. Az i. e. 200-ban elindított háború hadszíntere az első két évben Dél-Illíria és a makedóniai határvidék volt. A rómaiak elfoglalták Dasszarétiát, majd nyugati irányból, míg a velük szövetséges illírek és dardánok északnyugatról és északról támadták Makedóniát. Kitörési pontot keresve V. Philipposz hadseregével az Aóosz völgyén keresztül epiruszi területre vonult, az ott kibontakozó aóoszi csatában azonban alulmaradt. Makedónia már e vereség után is kereste a béke lehetőségeit, de a következő évben Thesszáliában megvívott künoszkephalai ütközetben rájuk mért megsemmisítő vereség végleg eldöntötte a háború kimenetelét. Az i. e. 196-ban kihirdetett béke értelmében Makedóniának ki kellett vonnia csapatait az általa megszállt területekről, hadseregének és flottájának nagy részét leszerelték, valamint hadisarc megfizetésére kötelezték. Róma gondosan ügyelt azonban arra, hogy V. Philipposz országa ne legyen túl gyenge, és így a régió erőviszonyait egyensúlyban tarthassa, valamint a „görög szabadság atyjának” hirdetve magát megindult a hellén világ római elfoglalásának lassú folyamata.

## Előzmények
A Római Köztársaság az első római–illír háború (i. e. 229–228) megnyerésével vetette meg a lábát a Balkán-félsziget délnyugati partvidékén, amikor Apollónia és Epidamnosz térségében megszervezte a protektorátusa alatt álló illíriai területeket. Bár az elkövetkező évtizedekben a Földközi-tenger nyugati medencéjének hegemóniájáért folyó harc, a pun háborúk kötötték le Róma erőforrásait, időközben keleti kereskedelmi és geopolitikai érdekeit is egyre inkább sértették V. Philipposz makedón király területszerző hódításai. Amikor V. Philipposz a szövetséges háború (i. e. 220–217) után Róma illíriai érdekeltségeit fenyegette, kitört az első római–makedón háború (i. e. 214–205). A csaknem egy évtizedig elhúzódó katonai konfliktus Róma és szövetségesei győzelmével zárult, de az i. e. 205-ös phoinikéi béke feltételei csupán konzerválták az erőviszonyokat, és nem vették elejét a makedón uralkodó hatalmi törekvéseinek.
Rómának sürgetőbb volt a még mindig zajló második pun háború lezárása, V. Philipposz pedig aitól és dardán területeket hódított meg, és ismét rátette a kezét Illíria déli vidékeire, Dasszarétiára és Parthiniára. Figyelme ezt követően Kis-Ázsia felé fordult. Amikor i. e. 202-ben a Márvány-tenger partján fekvő, az Aitól Szövetséghez tartozó városok ellen indított hadjáratot, az aitólok, akhájok, athéniak, pergamoniak, rodosziak egyszerre Makedóniában látták a legfőbb ellenségüket, aki biztonságukat és kereskedelmi érdekeiket is veszélyezteti. A hellén világ népeit összefogó koalíció szervezőmunkáját elsősorban I. Attalosz pergamoni király vállalta magára. Bár az aitólok Rómát is igyekeztek bevonni a szervezkedésbe, a Római Köztársaság részvételéről ekkor még nem lehetett szó: Róma a mindent eldöntő zamai ütközetre készült a punok ellen (emellett pedig neheztelt is az aitólokra az i. e. 206-os aitól–makedón különbéke miatt). Végül a pergamoni és rodoszi gályákból felállt flotta i. e. 201 júliusában Khiosz szigeténél vereséget mért a makedónokra, majd i. e. 201/200 telén blokád alá vonta a makedón kézen lévő káriai Bargülia városát. A szárazföldön azonban számukra kedvezőtlenül alakult a helyzet: a makedónok feldúlták a Pergamon Királyság nagy részét, és a megerősített főváros bevételére is kísérletet tettek. Az ostromot végül feladták, és miután flottájuk is áttörte a bargüliai hajózárat, a makedónok hazatértek.

### A makedónellenes koalíció megszervezése
I. Attalosz vezetésével, Pergamon, Rodosz és Athén részvételével eddigre formálisan is létrejött a makedónellenes koalíció magja. Időközben i. e. 201-ben Róma győzelmével lezárult a második pun háború is, azonban Róma hajlandósága egy újabb háborúban való részvételre erősen kétséges volt. Annál is inkább, mert a növekvő birodalom katonai potenciálját részben továbbra is lekötötte a hispániai területek védelme, illetve a Pó menti gallok elleni folyamatos készültség. Elsőrendű érdeke volt tehát minél átfogóbb szövetség részeként belebonyolódni egy újabb katonai konfliktusba. Hogy maguk mellé állítsák, egy pergamoni–rodoszi követség utazott Rómába, és tárgyalásokat folytatott a szenátussal. Az ókori történeti munkák szerint a szenátus eleinte a háború erkölcsi vonatkozásait fontolgatta, azaz hogy amennyiben az első római–makedón háborúban a hellének katonailag támogatták őket, most ők sem tagadhatják meg a segítséget. A háttérben nyilván ennél pragmatikusabb indokokat is számba vettek, hiszen geopolitikai és kereskedelmi érdekeikre nézve is minden bizonnyal sérelmesnek tartották a makedón király háborúskodását. Emellett a nagy ellenféllel, Hannibállal korábban szövetséget kötött V. Philipposz megbüntetésének vágya is szerepet játszhatott döntésükben. A római népgyűlés ugyan i. e. 201/200 fordulóján nem szavazta meg a hadüzenetet, a szenátus azonban a háttérben a háborúra készülődött. Egyelőre diplomáciai úton kívánták kiterjeszteni a szövetségesek körét, valamint jobb belátásra bírni V. Philipposzt. Nem sokkal később Athénba utazott a szenátus által kijelölt három római követ – Gaius Claudius Nero, Marcus Aemilius Lepidus és Publius Sempronius Tuditanus –, ahol megindultak a tárgyalások I. Attalosszal, valamint az athéniak és a rodosziak követeivel. A megbeszélések eredményeként ultimátumot intéztek a makedón királyhoz, hogy a háborúskodást felfüggessze és fizessen jóvátételt Pergamonnak. V. Philipposz érdemi válasz helyett megindította a kis-ázsiai Abüdosz ostromát. Titus Livius történeti munkája szerint ez végképp felingerelte a római szenátust, és noha a hadüzenet pontos ideje nem ismert, annyi bizonyos, hogy i. e. 200 tavaszán, de legkésőbb kora nyarán Róma már hadiállapotban állt.
A makedónellenes front azonban még nem volt teljes: az i. e. 206-ban Makedóniával különbékét kötő, majd i. e. 202-ben Róma beavatkozását kérő Aitól Szövetség még nem határozta el, melyik oldalon száll be a háborúba. Fővárosukban, Naupaktoszban került sor az Aitól Szövetség gyűlésére, amelyen a makedónok, a rómaiak és az athéniak követei is megjelentek, hogy szónoklataikkal a maguk oldalára állítsák az aitólokat. Számukra eredménytelenül ért véget a gyűlés: az aitólok ugyanis ekkor még a semlegesség mellett döntöttek, és I. Attalosz közbenjárására volt szükség ahhoz, hogy végül mégis Róma mellett kötelezzék el magukat. Az előrehaladott korú pergamoni király a későbbiekben is fáradhatatlanul szervezte a háttérben a szövetséges erőket: a háború második évében, i. e. 199-ben az Akháj Szövetséget is a makedónellenes táborba csábította. A halál is akkor érte i. e. 197-ben, amikor éppen a Boiót Szövetség képviselőivel tárgyalt a háborúban való részvételük feltételeiről. I. e. 200-ra mindenesetre felállt a koalíció, és reményeiket táplálhatta az a körülmény, hogy Makedónia szövetségesei, III. Antiokhosz szeleukida uralkodó és az Epiróta Szövetség tüntetően távol tartotta magát a konfliktustól.

## A háború lefolyása

### A dasszarétiai hadjárat
i. e. 200 szeptember közepén Sulpicius Galba consul kihajózott Brundisiumból és két római légió élén az illíriai Apollóniában szállt partra. Ötven hajóból álló flottájának egy része Pireuszba és Khalkiszba hajózott, másik része pedig Kerküránál vetett horgonyt. Maga a consul a légiók élén Apollónia közelében, az Apszosz partján vert tábort. Utasítására parancsnokainak egyike, Lucius Apustius még a tél beállta előtt elfoglalta Dasszarétia egy részét, kiverte a mindmáig beazonosítatlan Koragoszból, Gertuszból és Orgüsszoszból a makedón helyőrséget, majd Antipatreia ellen vonult. Titus Liviustól tudjuk, hogy a város lakói nem adták harc nélkül Antipatreiát, így véres ostromra került sor, amelynek végeztével a rómaiak kardélre hányták a város minden tizenhat év feletti férfi lakóját, a római katonák pedig kifosztották és földig rombolták a várost. Ezt követően Apustius még elfoglalta a szintén beazonosítatlan Knidosz városát, majd megfutamította a város felmentésére siető Athénagorasz csapatait. Mielőtt még visszavonultak volna az apollóniai táborba, a rómaiak átvették az ellenőrzést Kodrion (talán Irmaj) felett is.

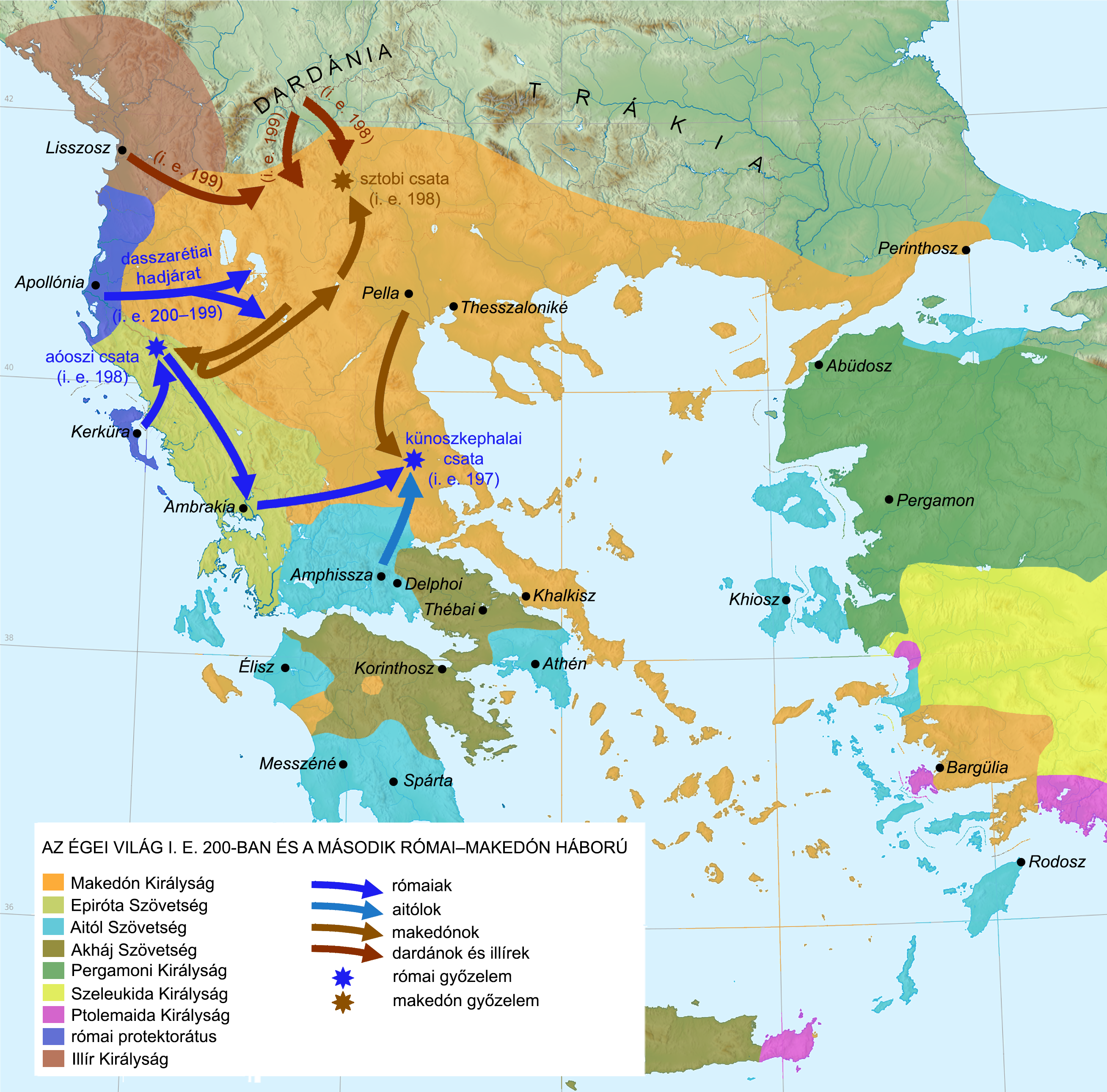
Az égei világ és a második római–makedón háború csatái

Titus Livius történeti munkájából ismert, hogy a rómaiak Apollónia melletti táborát i. e. 200 végén felkereste III. Pleuratosz illír, Baton dardán és Amünandrosz athaman király, hogy szolgálataikat és katonai erejüket felajánlják Rómának. Sulpicius Galba az illírek és a dardánok segítségét elfogadta azzal, hogy amikor a következő évben a rómaiak Dasszarétia felől már makedón földön járnak, új szövetségesei északi irányból gyakoroljanak nyomást az ellenfélre. Miután e szövetkezés híre eljutott V. Philipposzhoz, úgy rendelkezett, hogy fő serege az Erigon völgyében készüljön a római támadásra, fiát, Perszeuszt pedig azzal bízta meg, hogy embereivel a pelagóniai völgyszorosok védelmét szervezze meg, ahonnan az illírek és a dardánok támadására számítani lehetett. A következő év, i. e. 199 tavaszán Sulpicius Galba megindította a hadjáratot, további dasszarétiai területeket hódított meg, aminek során a lakosság és a makedón helyőrségek részéről egyaránt csekély ellenállással találkozott. A hadsereg vélhetően a Dasszarétiát átszelő Eordaikosz völgyében nyomult előre, és annak felső folyásánál, egy Lünkosz nevű helyen tábort vert. Ennek hírére a makedón sereg – a pelagóniai szorosokat őrizetlenül hagyva – egyesült, és a határvidékre sietett. A rómaiak a történelem során első ízben makedón földre léptek, de különösebb elszántság nélkül feldúlta az eordaiai és elimeiai határvidék makedón erődítéseit, anélkül hogy V. Philipposszal összecsapott volna. Ezzel párhuzamosan, ahogy Perszeusz elvonult Pelagóniából, III. Pleuratosz illírjei és Baton dardánjai betörtek Makedóniába. V. Philipposz lovassága Oktolophosznál kisebb vereséget szenvedett az illír–dardán seregtől. Ezt követően az illírek visszatértek országukba, a dardánok azonban tovább dúlták a makedón vidéket, és már amikor hadi zsákmánnyal megrakottan elhagyni készültek Makedóniát, V. Philipposz akkor küldte ellenük a hadvezére, Athénagorasz parancsnoksága alatt álló könnyű- és nehézlovasságot. A dardánok harcászati téren és felszereltségben ugyan elmaradtak a makedónoktól, de kötött alakzatban védve magukat visszavonultak, és bár többen megsebesültek, kevesen estek el a harcmezőn. Eközben, a makedón határvidék feldúlása után Sulpicius Galba is visszatért apollóniai táborába, de még előtte elfoglalta a Makedónia védelme (és megtámadása) szempontjából kulcsfontosságú pélioni erősséget, és római helyőrséget helyezett el benne.

### Az aóoszi és a künoszkephalai csata
Az elkövetkező év, i. e. 198 tavaszán az új consul, Villius Tappulus váltotta fel Sulpicius Galbát a római seregek élén. Érkezése után nem várt nehézséggel kellett szembenéznie: a hazatérni vágyó veterán legionáriusok fellázadtak. V. Philipposz kitörési pontot látott meg a római lázadásban, és hogy megelőzze a rómaiak újabb makedóniai támadását, seregével Epiruszba menetelt, ahol az Aóosz völgyszorosánál vert tábort, ahol felkészült a rómaiakkal való összecsapásra. Időközben azonban a római szenátus leváltotta a lázadással megbirkózni képtelen Villius Tappulust, és az energikus Quinctius Flamininust nevezte ki a római sereg parancsnokává, aki i. e. 198 nyarán a khaón vezető, Kharopsz jóváhagyásával epiróta földön, a Drinosz völgyén keresztül megközelítette a makedón tábort. Összecsapásra azonban negyven napig nem került sor. Egy a környéket jól ismerő helyi pásztorember vezetésével a római sereg egy része a makedón tábor mögé került, így a rómaiak két irányból csaptak le a meglepett makedónokra. Az így kibontakozó aóoszi csatában kétezer makedón harcos esett el, V. Philipposzt megmaradt seregével pedig a makedón határig űzték a rómaiak. Flamininus a győzelmet követően erődemonstrálási céllal Epiruszon, Antigoneián és az Ambrakiai-öblön keresztül tért vissza Kerküra szigetére. Az elkövetkező időszakban a hadszíntér Thesszáliára helyeződött át, és a rómaiak Apollónia helyett Ambrakia kikötőjét használták fő bázisukul.
Az Aóosz-völgyi csata érzékenyen érintette a makedónokat, ráadásul hazatérésük után az Axiosz völgyén keresztül Makedóniába betörő Baton király dardán seregével kellett szembenézniük. V. Philipposz nagy nehézségekkel összegyűjtött hatezer gyalogosból és 900 lovasból álló seregével azonban Sztobinál súlyos vereséget mért rájuk. V. Philipposz már ezen a ponton békéért folyamodott, de az i. e. 198 novemberében Lokriszban sorra kerülő tárgyalásokon a rómaiaknak azzal kellett szembesülniük, hogy a makedón király egy az i. e. 205-ös phoinikéi egyezséghez hasonló „puha békében” gondolkodik. V. Philipposz ugyanis semmi másra nem volt hajlandó elkötelezni magát, mint hogy az általa korábban elfoglalt illíriai területekről lemond. Miután eddigre már valamennyi illíriai terület a rómaiak vagy az illír király kezén volt, a rómaiak békekötés helyett a háború folytatása mellett döntöttek.
A mindent eldöntő künoszkephalai csatára Thesszáliában került sor i. e. 197 júniusában. A 32 500 fős egyesült római–aitól sereggel V. Philipposz 25 500 fős serege nézett farkasszemet. A csata eleinte a makedónok győzelmével kecsegtetett, de V. Philipposz a terep sajátosságait számításba nem véve egy rossz taktikai döntést hozott, amelynek következtében a harci elefántokkal is támogatott rómaiak először a makedón balszárnyat morzsolták fel, végül pedig a jobbszárnyat is szétverték. A csatatéren nyolcezer makedón harcos vesztette életét, ötezrüket pedig foglyul ejtették. Ehhez képest a rómaiak vérvesztesége (700 halott) elhanyagolhatónak volt mondható. A makedónokra mért megsemmisítő vereséggel a második római–makedón háború véget ért.

### Békekötés
A béke feltételeiről a győzelmet magáénak kisajátító Római Köztársaság szenátusa volt hivatott dönteni. Flamininus ezt meg sem várva, V. Philipposzt 200 talentum hadisarc azonnali megfizetésére kötelezte, és arra, hogy kivonuljanak a Makedónián kívüli megszállt területekről, emellett legkisebb fiát, Démétrioszt is kezesként ki kellett szolgáltatnia Rómának. Az aitólok mindezzel elégedetlenek voltak, és V. Philipposz eltávolítását, a Makedón Királyság felszámolását követelték. Ám a rómaiak éppen a görög földekre nézve tartották veszélyesnek ezt az elgondolást. Titus Livius szerint Flamininus azzal érvelt, hogy Makedónia megszűnése esetén a trákok, illírek és kelták félbarbár tömegei előtt nyitva állna az út Makedónia, majd onnan Hellász lerohanására. Ebből a szempontból Makedóniát a kisebbik veszélynek tartotta, amelynek eltávolítása egy komolyabb fenyegetettség lehetőségét teremtené meg.
A szenátus i. e. 196-ban elkészült a béketervezettel, amelynek főbb pontjai Polübiosz tanúsága szerint a következők voltak:
- minden görög a maga törvényei szerint, szabadon élhet az európai és a kis-ázsiai területeken egyaránt;
- V. Philipposz az iszthmoszi játékok megkezdése előtt köteles kivonulni az általa megszállt, nem makedón városokból és területekről;
- Kis-Ázsiában az eurómoszi(wd), pedaszai(wd), bargüliai, iaszoszi, abüdoszi, thaszoszi(wd), mürinai(wd) és perinthoszi makedón helyőrségeket felszámolják;
- Makedónia ugyancsak a fenti időpontig kiadja az összes hadifoglyot és katonaszökevényt;
- Makedónia leszereli teljes flottáját úgy, hogy magának csak öt vitorlást és egy tizenhat evezősoros hajót tarthat meg;
- a makedón hadsereg létszáma nem haladhatja meg az ötezer főt, és nem lépheti át Makedónia határait;
- V. Philipposz azonnali 500 talentum hadisarc megfizetése mellett az elkövetkező tíz évben további 500 talentum megfizetésére köteles.[22]

## Következmények
Róma tehát hangsúlyt helyezett arra, hogy V. Philipposz további ellenségeskedéseinek elejét vegye, de gondja volt arra is, hogy túlságosan se Makedónia, se a vele szövetséges Spárta ne gyengüljön meg. A római protektorátusi területek és Makedónia között ütközőzónát hozott létre, amelyet az Illír Királyság fennhatósága alá rendelt. A katonai erőegyensúly kialakítása a régióban Róma érdekeit szolgálta, hiszen így folyamatos katonai jelenlét nélkül is szavatolható volt a béke. Flamininus consul az iszthmoszi játékok alkalmával hirdettette ki nyilvánosan a békefeltételeket. A hellén városállamok szabadságáról és függetlenségéről szóló passzust a görögök nagy lelkesedéssel fogadták. Róma ezzel a görögöket szabaddá tevő nagyhatalom szerepében tetszelgett, a háttérben azonban diplomáciai úton és erőltetett gyámkodásával kezdetét vette a görög világ római leigázása is. Általában is a görög városállamok arisztokrata köreit támogatta, Thesszáliában bevezettette a timokráciát, egymás ellen tüzelte az akhájokat és a spártaiakat, a Boiót Szövetség makedónbarát vezetőjét, Brakhüllaszt pedig meggyilkoltatta. Eme összetett folyamatok és további háborúk eredményeként az i. e. 2. század közepére a Római Köztársaság leigázta Makedóniát és Illíriát, valamint Athén és Spárta kivételével a görög világot is.